# کارل داونپورت
کارل داونپورت (انگلیسی: Carl Davenport؛ زادهٔ ۳۰ مهٔ ۱۹۴۴) بازیکن فوتبال اهل بریتانیا است.
از باشگاه‌هایی که در آن بازی کرده‌است می‌توان به باشگاه فوتبال مکلسفیلد تاون، باشگاه فوتبال استوک‌پورت کانتی و باشگاه فوتبال پرستون نورث اند اشاره کرد.